# Hohmannit
Hohmannit ist ein sehr selten vorkommendes Mineral aus der Mineralklasse der „Sulfate (und Verwandte, siehe Klassifikation)“. Es kristallisiert im triklinen Kristallsystem mit der Zusammensetzung Fe3+2[O|(SO4)2]·(4+3)H2O, ist also chemisch gesehen ein wasserhaltiges Eisen-Sulfat.
Hohmannit findet sich meist in Form körnige Mineral-Aggregate, bildet aber selten auch kurzprismatische Kristalle bis etwa einem Millimeter Größe und glasglänzenden Oberflächen aus. Seine Farbe variiert zwischen Orange, Orangebraun und Rotbraun, seine Strichfarbe ist allerdings Gelborange.

## Etymologie und Geschichte
Erstmals entdeckt wurde Hohmannit im Gebiet von Sierra Gorda in der chilenischen Región de Antofagasta und beschrieben 1887 durch Friedrich August Frenzel, der das Mineral nach dem chilenischen Bergbau-Ingenieur und Entdecker des Minerals Thomas Hohmann (1843–1897) benannte.

## Klassifikation
In der mittlerweile veralteten, aber noch gebräuchlichen 8. Auflage der Mineralsystematik nach Strunz gehörte der Hohmannit zur Mineralklasse der „Sulfate, Chromate, Molybdate, Wolframate“ und dort zur Abteilung der „Wasserhaltigen Sulfate mit fremden Anionen“, wo er zusammen mit Amarantit, Butlerit, Fibroferrit, Parabutlerit, Metahohmannit und Xitieshanit die „Butlerit-Amarantit-Gruppe“ mit der System-Nr. VI/D.01 bildete.
Die seit 2001 gültige und von der International Mineralogical Association (IMA) verwendete 9. Auflage der Strunz’schen Mineralsystematik ordnet den Hohmannit in die erweiterte Klasse der „Sulfate (Selenate, Tellurate, Chromate, Molybdate und Wolframate)“ und dort in die Abteilung der „Sulfate (Selenate usw.) mit zusätzlichen Anionen, mit H2O“ ein. Diese ist allerdings weiter unterteilt nach der relativen Größe der beteiligten Kationen und der Kristallstruktur, so dass das Mineral entsprechend seiner Zusammensetzung in der Unterabteilung „Mit ausschließlich mittelgroßen Kationen; isolierte Oktaeder und begrenzte Einheiten“ zu finden ist, wo es nur noch zusammen mit Amarantit und Metahohmannit die unbenannte Gruppe 7.DB.30 bildet.
Die vorwiegend im englischen Sprachraum gebräuchliche Systematik der Minerale nach Dana ordnet den Hohmannit in die Klasse der „Sulfate, Chromate und Molybdate“ und dort in die Abteilung der „Wasserhaltigen Sulfate mit Hydroxyl oder Halogen“ ein. Hier ist er als einziges Mitglied in der unbenannten Gruppe 31.09.04 innerhalb der Unterabteilung „Wasserhaltige Sulfate mit Hydroxyl oder Halogen mit (A+B2+)(XO4)Zq × x(H2O)“ zu finden.

## Kristallstruktur
Hohmannit kristallisiert triklin in der Raumgruppe P1 (Raumgruppen-Nr. 2) mit den Gitterparametern a = 9,15 Å; b = 10,92 Å; c = 7,18 Å; α = 90,3°; β = 90,8° und γ = 107,4° sowie 2 Formeleinheiten pro Elementarzelle.

## Eigenschaften
An der Luft dehydratisiert Hohmannit sehr schnell zu Metahohmannit und in heißem Wasser zerfällt er.

## Bildung und Fundorte

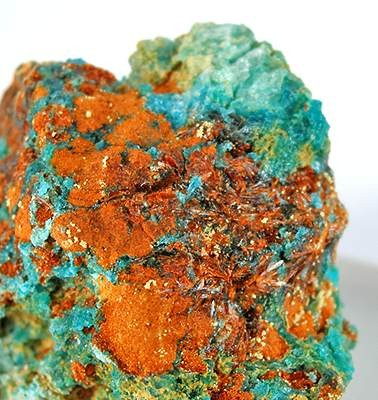
Amarantit (orangerot, nadelig) und Hohmannit (hellorange, mikrokristallin) auf Chalkanthit (blau) und Copiapit (gelb) aus der „Queténa Mine“, Chuquicamata, Región de Antofagasta, Chile (Größe: 4,1 × 3,8 × 2,5 cm)

Hohmannit bildet sich als Tieftemperatur-Ablagerung in verwitterten Eisensulfid-Lagerstätten. Als Begleitminerale treten vor allem Amarantit, Copiapit und Metahohmannit, aber auch Chalkanthit, Cinnabarit, Fibroferrit, Pikromerit, gediegen Schwefel und Sideronatrit auf.
Als sehr seltene Mineralbildung konnte Hohmannit bisher (Stand: 2013) nur in wenigen Proben aus weniger als 10 Fundorten nachgewiesen werden. Neben seiner Typlokalität Sierra Gorda trat das Mineral in Chile noch in zwei Gruben nahe Chuquicamata in der Región de Antofagasta und am Cerros Pintados in der Pampa del Tamarugal (Región de Tarapacá) zutage.
Der einzige bisher in Deutschland bekannte Fundort ist ein Schiefer-Steinbruch bei Lehesten im Landkreis Saalfeld-Rudolstadt in Thüringen.
Daneben fand sich Hohmannit noch in der Grube „Santa Elena“ bei La Alcaparrosa in der argentinischen Provinz San Juan, in der „Plaka“-Sulfatlagerstätte bei Lavrio (Ostattika) in Griechenland und in der „Redington Mine“ bei Knoxville im kalifornischen Napa County (USA).